# Isa Thorlacius
Isa Thorlacius (født 4. juli 2004) er en dansk skuespillerinde.

## Filmografi

### Tv-serier
| Serie                        | År   | Rolle           | Noter            |
| ---------------------------- | ---- | --------------- | ---------------- |
| BaseBoys                     | 2018 | Mathilde        |                  |
| Ultras sorte kageshow        | 2018 | Selv - deltager | sæson 4 afsnit 7 |
| Julehjertets hemmelighed     | 2022 | Marie Louise    | Julekalender     |
| '"Troldehjertets Hemmelighed | 2023 | Marie Louise    |                  |

### Miniserier
| Serie                   | År   | Rolle | Noter           |
| ----------------------- | ---- | ----- | --------------- |
| Isa & Morgan på eventyr | 2018 | Selv  | u-landskalender |
| Generationer            | 2025 | Liza  | 3. del          |